# Inname van Roermond
De Inname van Roermond was het beleg en plundering van de stad Roermond tijdens de Tachtigjarige Oorlog, die plaatsvond op 23 juli 1572. Het beleg was onderdeel van Oranjes tweede invasie, het offensief van Willem van Oranje tegen het leger van de koning.

## Aanleiding
Na de inname van Den Briel door de Geuzen op 1 april, wilde de gevluchte stadhouder Willem van Oranje een inval in de Nederlanden wagen, met een leger bestaande uit 7.000 ruiters en 17.000 man voetvolk, om daarmee een opstand tegen het Spaans gezag te ontketenen, net zoals in 1568 (zie Oranjes eerste invasie). Hij was op 8 juli vanuit Duisburg naar Aldekerk getrokken, waar hij zijn kamp opsloeg. Vandaar gingen delen van zijn leger de steden Geldern, Venlo opeisen en Roermond innemen. Wachtendonk en Straelen waren al zonder slag of stoot in Staatse handen overgegaan. In Roermond bleven op 21 juli de poorten echter gesloten.

## De inname
Op zijn weg kwam Oranjes leger op 21 juli het eerst aan bij Roermond in Opper-Gelre. Willem beval de daar gelegerde kapitein Jan van Berlaymont, een broer van Gilles van Berlaymont, tweemaal de stad over te geven, maar deze weigerde. De stad was slechts met 140 manschappen bezet. Voornamelijk Walen, geholpen door burgers. Willem viel de volgende dag rond middernacht voor het eerst aan. Er werd wederzijds moedig gevochten. Pas na vijf bestormingen moest de bezetting op 23 juli opgeven.
Het kostte de rebellen in dienst van de prins van Oranje vijf bestormingen en veel (burger)doden, totdat de stadspoorten werden geopend, waarna de stad werd geplunderd. Zo mild als de belegeraars waren met de burgers, zo hard waren ze tegen geestelijken. Men trok hen levend het vel van de schedel, sneden kruizen op de borst en pleegden andere wreedheden voordat ze met een kogel werden gedood. Van de lijken werden schaamdelen afgesneden die in de opengebroken mond werden gestopt. Vrouwen werden gedwongen de taferelen te aanschouwen. Een aantal van 23 katholieke geestelijken werd vermoord, waaronder twaalf kartuizermonniken (zie Martelaren van Roermond). Anderen werden zwaar mishandeld, gevangengenomen en tegen zeer hoge losgelden vrijgelaten. Willem van Oranje had een plakkaat verspreid op 25 juli om wantoestanden tegen te gaan, maar de praktijk werden niet gestraft.

## Na Roermond
Het feit dat de stad zich niet vrijwillig overgaf, betekende dat de bevolking helemaal geen behoefte had om zich aan te sluiten bij de Opstand. Doorgaans waren de meeste steden die in 1572 werden ingenomen niet opstandig uit zichzelf. Na het beleg en inname van de stad trok Willem van Oranje verder door het Prinsbisdom Luik naar het Brabantse Diest.

## Herinname
Na een nachtelijke aanval op zijn legerkamp bij Bergen vluchtte Willem van Oranje half september terug naar het oosten. Onderweg deserteerden veel soldaten, sommige uit angst voor de regeringstroepen, anderen wegens de slechte betaling. Op 6 oktober keerde hij terug in Roermond waar de bezetting hem weigerde te gehoorzamen en nam zijn daar nog gelegerde soldaten met zich mee, die hij later in Orsoy afdankte. Hij schreef 8 oktober aan de Hertog van Alva: "Les ennemys ont laissé la ville fort saccagée et pour cela on n'a envoyé nuls soldats par delà, puisqu'il n'y a point à recouvrir un morceau de pain, demeurant seulement les murailles autour de la ville." (vrije vertaling: "De vijanden hebben de stad erg gehavend achtergelaten na de plundering, en dus hebben we er geen troepen heen gezonden, omdat er niets meer over is om een stuk brood mee te beleggen behalve de overgebleven stadswallen.") 

Toch nam Don Frederik de stad op 12 oktober in. Omdat er niemand weerstand bood, bleef Roermond een bloedbad zoals in Mechelen, of zoals later in Zutphen en Naarden bespaard.
Beleg van Roermond in: 1543 · 1572 (Inname) · 1577-78 · 1632 · 1637 · 1702 · 1757 · 1792